# Pavel Sukosjan
Pavel Aleksejevitj Sukosjan (ryska: Павел Алексеевич Сукосян), i Sverige kallad "Busschauffören", född 14 januari 1962 i Krasnodar, är en rysk tidigare handbollsmålvakt.
Han tog OS-guld i herrarnas turnering i samband med de olympiska handbollstävlingarna 2000 i Sydney.

## "Busschauffören"
Sukosjan kallades skämtsamt för "Busschauffören" av de svenska landslagsspelarna, ett smeknamn som myntades av Magnus Wislander. I handbollssändningarna i svensk TV kallade kommentatorerna Robert Perlskog och Claes Hellgren honom endast för "Busschauffören". "Busschauffören" fick sällan stå i mål på grund av den väldige Andrej Lavrov men kom emellanåt in när motståndarna hade straffkast, då han var en av de bästa i världen på att mota straffar.